# Aílton (football, 1984)
Pour les articles homonymes, voir Aílton.
Aílton José Almeida est un footballeur brésilien né le 20 août 1984 à Hematita (Brésil).

## Biographie
Aílton commence sa carrière à Örgryte IS en Suède.
Aílton signe au FC Copenhague le 1er janvier 2007 pour 22 millions de Couronnes danoises, ce qui constitue à l'époque un nouveau record de transfert pour un club danois. Le FC Copenhague et Brøndby IF luttent tous les deux pour obtenir la signature d'Aílton. Mais après quelques tergiversations de Brøndby, Aílton signe au FC Copenhague.
Marquant dès son deuxième match contre Brøndby dans l'un des « derbies » danois, il est rapidement considéré comme un meneur et l'on pense c'est le début d'une nouvelle ère pour le club qui, depuis de nombreuses années, souffrait de l'absence d'un vrai buteur. Cependant, Aílton ne parvient pas à réitérer sa performance, et il est ensuite placé sur le banc comme simple remplaçant. Le 15 avril 2007, Ailton marque d'une bicyclette lors de la victoire de Copenhague 4-2 sur Odense BK. 
Après le mercato hivernale de la saison 2007-2008, Aílton est titularisé lors des quarts de finale de la Coupe du Danemark de football face à Næstved BK. Il marque un but en début de seconde mi-temps à la suite d'une passe de son compatriote José Júnior. 
Au début de la saison 2008-2009, il joue régulièrement, devenant un membre important de l'équipe de départ. Toutefois, il a toujours du mal à trouver le fond des filets. Il est néanmoins été titularisé contre le FC Midtjylland le 16 novembre 2008 et inscrit deux buts.
En 2010, Aílton est transféré à l'APOEL Nicosie. Il s'illustre notamment lors du match retour de barrage de Ligue des Champions du 23 août 2011, puisqu'il marque un doublé et qualifié ainsi son équipe pour la phase de groupe de la compétition.

## Palmarès
- Championnat des Émirats arabes unis : 2017